# Guillermo Amor
Guillermo Amor Martínez (født 4. december 1967 i Benidorm, Spanien) er en pensioneret spansk fodboldspiller, der spillede som midtbanespiller hos La Liga-klubberne FC Barcelona og Villarreal CF, samt for italienske Fiorentina og skotske Livingston F.C. Hans klart mest succesfulde periode var hans 12 år hos Barcelona, som han vandt adskillige spanske mesterskaber samt nationale og europæiske pokaltitler med.
Amor spillede i årene mellem 1990 og 1998 37 kampe for Spaniens landshold, hvori han scorede fire mål. Han repræsenterede holdet ved EM i 1996 og VM i 1998.

## Titler
La Liga
- 1991, 1992, 1993, 1994 og 1998 med FC Barcelona

Copa del Rey
- 1990, 1997 og 1998 med FC Barcelona

Supercopa de España
- 1991, 1992, 1994 og 1996 med FC Barcelona

Mesterholdenes Europa Cup
- 1992 med FC Barcelona

Pokalvindernes Europa Cup
- 1997 med FC Barcelona

UEFA Super Cup
- 1992 og 1997 FC Barcelona